# Villemardy
Villemardy – miejscowość i gmina we Francji, w Regionie Centralnym, w departamencie Loir-et-Cher.
Według danych na rok 1990 gminę zamieszkiwało 241 osób, a gęstość zaludnienia wynosiła 20 osób/km² (wśród 1842 gmin Regionu Centralnego Villemardy plasuje się na 899. miejscu pod względem liczby ludności, natomiast pod względem powierzchni na miejscu 1042.).